# Puerto Rico Army National Guard
La Puerto Rico Army National Guard è una componente della Riserva militare della Puerto Rico National Guard, inquadrata sotto la U.S. National Guard. Il suo quartier generale è situato presso la città di San Juan.

## Organizzazione
Attualmente, al 1 Gennaio 2018, sono attivi i seguenti reparti :

### Joint Forces Headquarters
- JFHQ, Army Element
- Medical Detachment
  -  1065th Area Support Medical Company
  -  181st Area Support Medical Company
- Recruiting & Retention Battalion
- 22nd Civil Support Team (WMD)

### 101st Troop Command
- Headquarters & Headquarters Company
- 113th Public Affairs Detachment
- 1450th JAG Detachment
- 248th Army Band
- 130th Engineer Battalion
  -  Headquarters & Headquarters Company
  -  Forward Support Company
  -  1010th Engineer Company (Horizontal Construction)
  -  1011th Engineer Company (Vertical Construction)  - Fort Buchanan
  -  1013th Engineer Company (Sapper)
  -  1014th Engineer Company (Sapper)  - Fort Buchanan
  - 215th Engineer Detachment (Fire-Fighting)
- 190th Engineer Battalion
  -  Headquarters & Headquarters Company
  -  Forward Support Company
  -  1600th Ordnance Company
  -  215th Engineer Company (Vertical Construction)
  - 232nd Engineer Team (Heavy Dive)
  - 380th Engineer Team (Equipment Support)
  - 453rd Engineer Detachment (Asphalt)
  - 892nd Engineer Detachment (Multirole Bridge)
- Aviation Support Facility #1 - Isla Grande Airport, San Juan
- Detachment 1, Company B (-), 1st Battalion, 114th Aviation Regiment (Security & Support) - Equipaggiato con 2 UH-72A
- Company D (-) (MEDEVAC), 1st Battalion, 114th Aviation Regiment (Security & Support) - Equipaggiato con 4 UH-72A
- Detachment 1, Company A (-) (CAC), 1st Battalion, 169th Aviation Regiment (General Support) - Equipaggiato con 4 UH-60L
- Detachment 2, Company G (-) (MEDEVAC), 2nd Battalion, 238th Aviation Regiment (General Support) - Equipaggiato con 4 HH-60M
- Detachment 7, Company C, 2nd Battalion, 641st Aviation Regiment (Fixed Wings) - Equipaggiato con 1 C-12U
- Detachment 56, Operational Support Airlift Command
- Detachment 1, Company B (AVIM), 777th Aviation Support Battalion

### 92nd Military Police Brigade
- Headquarters & Headquarters Company
- 482nd Chemical Company (Heavy)
- 92nd Signal Network Company - Fort Buchanan
- 1st Battalion, 296th Infantry Regiment - Sotto il controllo operativo della 33rd Infantry Brigade combat Team, Illinois Army National Guard
  -  Headquarters & Headquarters Company - Mayaguez
  -  Company A - Utuado
  -  Company B - Mayaguez
  -  Company C - Cabo Royo
  -  Company D (Weapons) - Mayaguez
  -  Company I (Forward Support), 634th Brigade Support Battalion - Mayaguez
- 1st Battalion, 65th Infantry Regiment - Sotto il controllo operativo della 79th Infantry Brigade Combat Team, California Army National Guard
  -  Headquarters & Headquarters Company - Cayey
  -  Company A - Aibonito
  -  Company B - Guayama
  -  Company C - Coamo
  -  Company D (Weapons) - Cayey
  -  Company I (Forward Support), 40th Brigade Support Battalion - Cayey
- 124th Military Police Battalion
  - Headquarters & Headquarters Detachment - Fort Buchanan
  -  225th Military Police Company (Combat Support) - Fort Buchanan
  -  480th Military Police Company (Combat Support) - Fort Buchanan
- 125th Military Police Battalion
  - Headquarters & Headquarters Detachment - Ponce
  -  544th Military Police Company (Combat Support) - Aguadilla
  -  755th Military Police Company (Combat Support) - Arecibo

### 191st Regional Support Group
- Headquarters & Headquarters Company
- 1930th Contingency Contracting Team
- 292nd Combat Sustainment Support Battalion
  -  Headquarters & Headquarters Company
  -  714th Quartermaster Company (Water Purification)
  -  755th Transportation Company (Medium Truck, Cargo)
  -  770th Transportation Company (Light-Medium Truck)
- 3678th Combat Sustainment Support Battalion
  -  Headquarters & Headquarters Company
  -  1243rd Transportation Company (Light-Medium Truck)
  -  1473rd Quartermaster Company (Supply) - Fort Buchanan
  -  783rd Maintenance Company
  -  105th Quartermaster  Company (Augmentation Water Supply)